# 豊洲

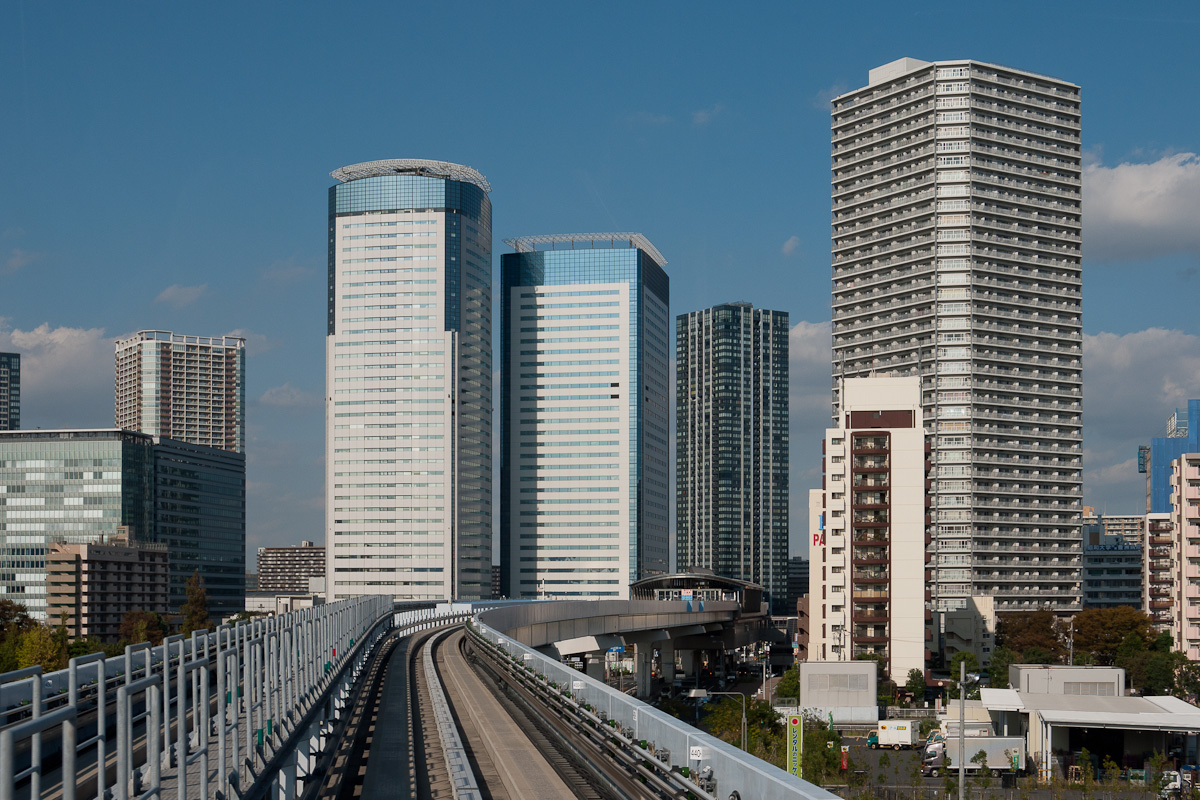
「ゆりかもめ」から見た豊洲駅周辺

豊洲（とよす）は、東京都江東区の町名。現行行政地名は豊洲一丁目から豊洲六丁目。住居表示実施済区域。

## 概要

セブン-イレブン1号店の豊洲店

臨海部の埋立地であり、もともとはIHIや東京ガスなどの工場が立地していたが、都心へのアクセスの良さから再開発により、タワーマンションが林立する超高層ビル街へと発展した。また、IHIを筆頭に、三井住友カード東京本社、NTTデータ、SCSK、住友ゴム工業東京本社、第一生命保険豊洲本社、野村アセットマネジメント、プロテリアル（旧:日立金属）、 ルネサスエレクトロニクスなど、都心部ほどではないが豊洲に本社を置く大企業も多い。
1923年の関東大震災の瓦礫処理で当地および東雲などが埋め立てられた。このエリアは、長らく工業地として使われてきた。東京都港湾局専用線の路線網が整備され、貨物列車が行き交う風景が豊洲の日常であった。1980年代後半までは、IHIなどの工場、新東京火力発電所（東京電力、廃止→新豊洲変電所）などのほかに、各種物流倉庫が立地し、これらの従業員向けの商店・社宅等もあるという状況が続いた。この時代、日本初のコンビニエンスストアともいわれるセブン-イレブン日本法人の一号店や、当時珍しかったフィットネスクラブ（ドゥ・スポーツプラザ）が立地していた。転機としては、1988年の東京メトロ有楽町線豊洲駅開業と産業構造の変化がある。
1992年の豊洲センタービル（NTTデータ本社ビル）の完成を皮切りに区画整理が本格化し、住宅地や商業地への移行が進んだ。さらに大規模な高層オフィスビルの建設も進み、日々街の風景が変わっていくという状況が続いた。都心に近いという立地条件の良さもあり、タワーマンションが林立する人気の住宅地となった。また人口増加に対応して小学校の新設も行われた。
東京ガスの都市ガス製造工場（東京瓦斯豊洲工場）の跡地に豊洲市場が建設されることになったが、土壌には環境基準を大幅に上回るヒ素・シアン・ベンゼンなどの汚染物質が含まれていることが明らかになった。これは2001年に東京ガスが公表している。2007年10月6日の専門家会議ではさらに、環境基準の1,000倍に当たる高濃度の有害物質ベンゼンが検出されたと報告された。1,000倍の数値を計測した地点は、これまでの調査から、高い濃度は予想されていなかった。2018年10月に卸売市場の一つである築地市場（中央区築地）が閉鎖され、東京ガスの工場跡地に豊洲市場が開場した。 （「築地市場移転問題」も参照）。
市場に関するニュースが増えて以降、「とよす」を平板で読むメディアが多いが、本来の読みは「とよす」と「と」にアクセントを置く。ただし、「豊洲『駅』」や「豊洲『市場』」のように「豊洲」以降の言葉がつく場合は平板であるほか、駅のアナウンス等でも平板であり、実際には「と」にアクセントを置く例はほとんど見られない。
ゆりかもめ新豊洲駅を中心とする新豊洲エリアでは、豊洲埠頭に約18haの土地を所有している東京ガス不動産により、「TOYOSU22」というビジョンをもとに、水と緑あふれる隣都心豊洲の22世紀に引き継ぐ価値ある街づくりが進められている。
併せて、SPORT× ART（スポーツバイアート）というコンセプトも「TOYOSU22」の3つのコンセプトのひとつである「スマートコミュニティ」づくりのための活動テーマとして掲げられている。
チームラボプラネッツTOKYO・DMMが2023年4月の訪日外国人来館者数が約17万人を突破する国内外から注目されるエリアの一つとなっている。

## 地理
江東区深川地域（詳細な区分では豊洲地区）内に当たる。東京都中央区月島・晴海の南方、江東区東雲・有明の北方、江東区枝川の西方に位置する。全域が東京湾の埋立地である。

### 地名の由来
1937年（昭和12年）7月、この埋立地に町名がつけられる際、将来の発展を願い、豊かな土地になるように「豊洲」とした。「洲」は「州（サンズイなし）」ではない。
- 豊洲一丁目 - 第3期隅田川口改良工事の5号埋立地に成立。
- 豊洲二丁目 - 第3期隅田川口改良工事の5号埋立地および豊洲突堤埋立工事、豊洲拡張埋立工事で成立。
- 豊洲三丁目 - 枝川改修工事の7号埋立地に成立。
- 豊洲四丁目 - 枝川改修工事の6号埋立地に成立。
- 豊洲五丁目 - 第3期隅田川口改良工事の5号埋立地および豊洲物揚場背面埋立工事で成立。
- 豊洲六丁目 - 豊洲突提先埋立工事で成立。

1968年（昭和43年）4月1日に住居表示が実施された。

### 町名の変遷
| 実施後     | 実施年月日   | 実施前（各町丁の一部）                                         |
| ---------- | ------------ | -------------------------------------------------------------- |
| 豊洲一丁目 | 1968年4月1日 | 深川豊洲一丁目                                                 |
| 豊洲二丁目 | 1968年4月1日 | 深川豊洲一丁目、深川豊洲二丁目、深川豊洲三丁目、深川豊洲六丁目 |
| 豊洲三丁目 | 1968年4月1日 | 深川豊洲一丁目、深川豊洲二丁目、深川豊洲三丁目                 |
| 豊洲四丁目 | 1968年4月1日 | 深川豊洲四丁目、深川豊洲五丁目                                 |
| 豊洲五丁目 | 1968年4月1日 | 深川豊洲四丁目、深川豊洲五丁目、深川豊洲六丁目                 |
| 豊洲六丁目 | 1968年4月1日 | 深川豊洲六丁目                                                 |

### アーバンドック

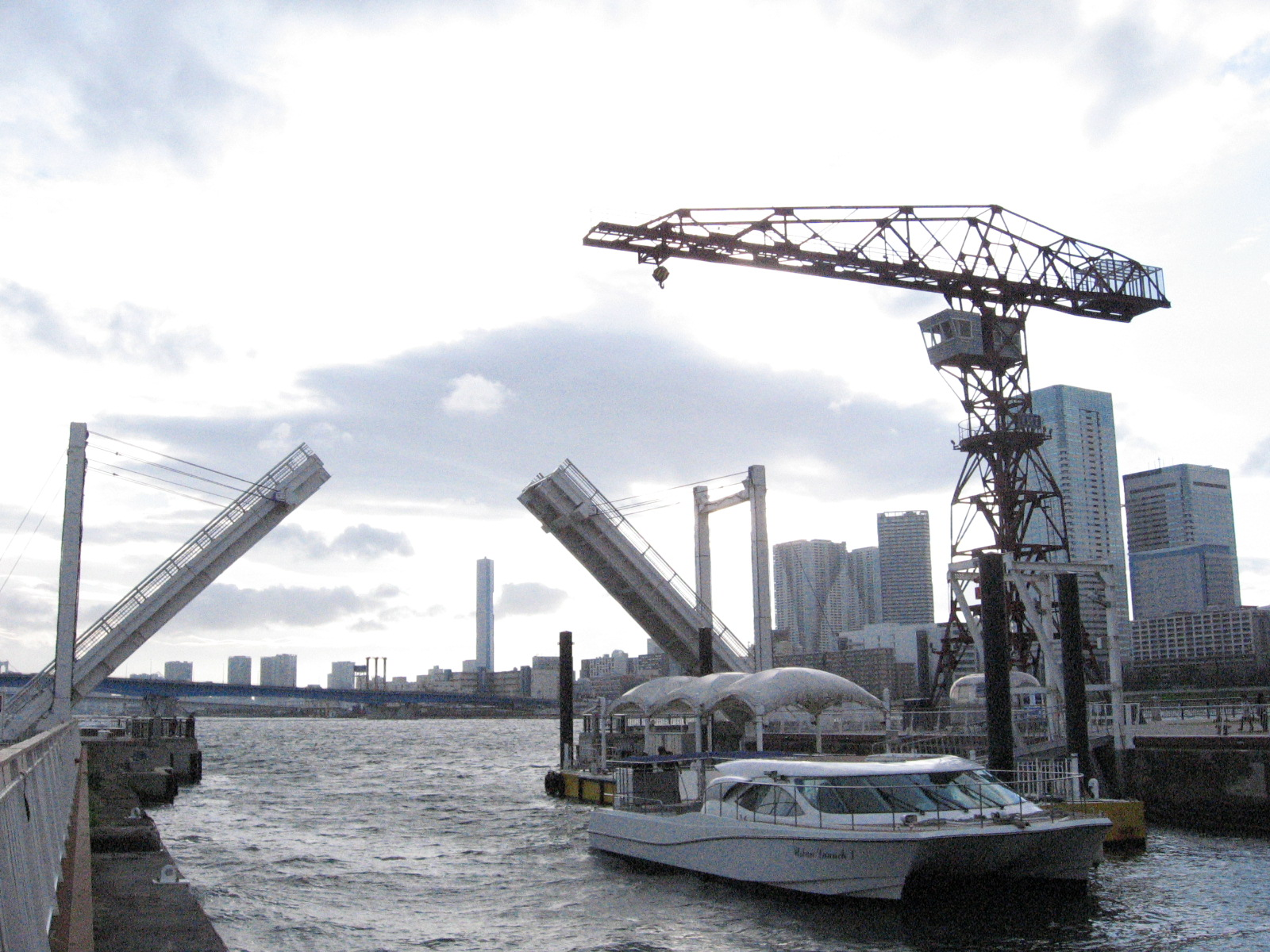
アーバンドックの跳ね橋と水上バスのりば

三井不動産によって開発が行われた街区の商業施設や高層住宅の名前に付けられた愛称である。造船所の遺構が残されており、水上バス乗り場として再利用されている。「アーバンドック ららぽーと豊洲」・「アーバンドックパークシティ豊洲」など。

### 地価
1990年代、都心に近い一方で他地域の同水準の物件に比べて坪単価が2-3割安かった豊洲では埋立地の開発が進んだ。
豊洲では2011年（平成23年）までの10年間に7,620戸もの新築マンションが供給され、駅別に見たランキングでは川崎（7,803戸）に次ぐ第2位であった。
現在では高級指向を持つファミリー層などが住むタワーマンション街となっている。
住宅地の地価は、2025年（令和7年）1月1日の公示地価によれば、豊洲4-11-30の地点で100万円/m2となっており、江東区内で最も地価が高い。

### 河川
- 晴海運河
  - 春海橋
  - 晴海橋梁
  - 晴海大橋
  - 豊洲大橋
- 豊洲運河
  - 豊洲橋
  - 朝凪橋
- 東雲運河
  - 東雲橋
  - 木遣り橋
  - 有明北橋
  - 富士見橋

## 世帯数と人口
2023年（令和5年）1月1日現在（東京都発表）の世帯数と人口は以下の通りである。
| 丁目       | 世帯数     | 人口     |
| ---------- | ---------- | -------- |
| 豊洲一丁目 | 2,142世帯  | 4,144人  |
| 豊洲二丁目 | 1,514世帯  | 3,687人  |
| 豊洲三丁目 | 3,286世帯  | 7,804人  |
| 豊洲四丁目 | 4,635世帯  | 11,125人 |
| 豊洲五丁目 | 3,697世帯  | 8,558人  |
| 豊洲六丁目 | 2,122世帯  | 5,106人  |
| 計         | 17,396世帯 | 40,424人 |

### 人口の変遷
国勢調査による人口の推移。
| 年                 | 人口   |
| ------------------ | ------ |
| 1995年（平成7年）  | 7,494  |
| 2000年（平成12年） | 7,658  |
| 2005年（平成17年） | 11,026 |
| 2010年（平成22年） | 25,903 |
| 2015年（平成27年） | 33,195 |
| 2020年（令和2年）  | 37,324 |

### 世帯数の変遷
国勢調査による世帯数の推移。
| 年                 | 世帯数 |
| ------------------ | ------ |
| 1995年（平成7年）  | 3,027  |
| 2000年（平成12年） | 3,326  |
| 2005年（平成17年） | 4,768  |
| 2010年（平成22年） | 10,945 |
| 2015年（平成27年） | 14,286 |
| 2020年（令和2年）  | 15,502 |

## 学区
区立小・中学校に通う場合、学区は以下の通りとなる（2023年4月時点）。
| 丁目       | 番地           | 小学校               | 中学校                 |
| ---------- | -------------- | -------------------- | ---------------------- |
| 豊洲一丁目 | 全域           | 江東区立豊洲北小学校 | 江東区立深川第五中学校 |
| 豊洲二丁目 | 全域           | 江東区立豊洲北小学校 | 江東区立深川第五中学校 |
| 豊洲三丁目 | 全域           | 江東区立豊洲北小学校 | 江東区立深川第五中学校 |
| 豊洲四丁目 | 全域           | 江東区立豊洲小学校   | 江東区立深川第五中学校 |
| 豊洲五丁目 | 下記番地を除く | 江東区立豊洲西小学校 | 江東区立深川第五中学校 |
| 豊洲五丁目 | 1番13号        | 江東区立豊洲西小学校 | 江東区立有明西学園     |
| 豊洲六丁目 | 全域           | 江東区立豊洲西小学校 | 江東区立有明西学園     |

## 交通

### 鉄道
- 東京メトロ有楽町線 ○豊洲駅
- ゆりかもめ豊洲駅・新豊洲駅・市場前駅

### バス
- 都営バス
- 東京BRT・京成バス
- 東京空港交通（豊洲駅発着のリムジンバス）
- 千葉内陸バス（ミチノテラス豊洲 - 成田空港・羽田空港）

### 道路
- 東京都道304号日比谷豊洲埠頭東雲町線（晴海通り）
- 東京都道484号豊洲有明線

### 首都高速道路
- 首都高速10号晴海線-豊洲出入口

## 事業所
2021年（令和3年）現在の経済センサス調査による事業所数と従業員数は以下の通りである。
| 丁目       | 事業所数    | 従業員数 |
| ---------- | ----------- | -------- |
| 豊洲一丁目 | 57事業所    | 5,572人  |
| 豊洲二丁目 | 239事業所   | 14,047人 |
| 豊洲三丁目 | 247事業所   | 38,595人 |
| 豊洲四丁目 | 136事業所   | 1,458人  |
| 豊洲五丁目 | 138事業所   | 13,066人 |
| 豊洲六丁目 | 634事業所   | 8,917人  |
| 計         | 1,451事業所 | 81,655人 |

### 事業者数の変遷
経済センサスによる事業所数の推移。
| 年                 | 事業者数 |
| ------------------ | -------- |
| 2016年（平成28年） | 702      |
| 2021年（令和3年）  | 1,451    |

### 従業員数の変遷
経済センサスによる従業員数の推移。
| 年                 | 従業員数 |
| ------------------ | -------- |
| 2016年（平成28年） | 55,827   |
| 2021年（令和3年）  | 81,655   |

## 主な施設

### 公共機関
- 江東区役所豊洲特別出張所
- 東京消防庁深川消防署豊洲出張所
- 豊洲区民館
- 豊洲子ども家庭支援センター
- 江東区立豊洲図書館

### 教育機関
- 芝浦工業大学 豊洲キャンパス
- 芝浦工業大学附属中学高等学校
- 江東区立豊洲北小学校
- 江東区立豊洲小学校
- 江東区立豊洲西小学校
- 江東区立深川第五中学校
- 江東区立豊洲幼稚園
- 豊洲めぐみこども園

### 企業・オフィスビル
- 豊洲ベイサイドクロスタワー - 野村グループ本社・TIS豊洲オフィス
- SMBC豊洲ビル - 三井住友カード東京本社（登記上の本店は大阪市中央区）
- 豊洲IHIビル - IHI（旧称：石川島播磨重工業）本社
- 豊洲センタービル・豊洲センタービルアネックス - NTTデータ本社・住友ゴム工業東京本社（登記上の本店は神戸市中央区）
- 豊洲ONビル - BIPROGY本社
- 豊洲フロント - SCSK本社・マルハニチロ本社
- 豊洲キュービックガーデン - アスクル本社・第一生命保険豊洲本社（登記上の本店は千代田区有楽町）
- 豊洲フォレシア
- 豊洲セイルパーク
- NBF豊洲キャナルフロント
- NBF豊洲ガーデンフロント
- ヒューリック豊洲プライムスクエア
- 東京電力パワーグリッド新豊洲変電所・テプコ豊洲ビル（ビッグドラム）
- 新豊洲センタービル
- メブクス豊洲（ミチノテラス豊洲内）

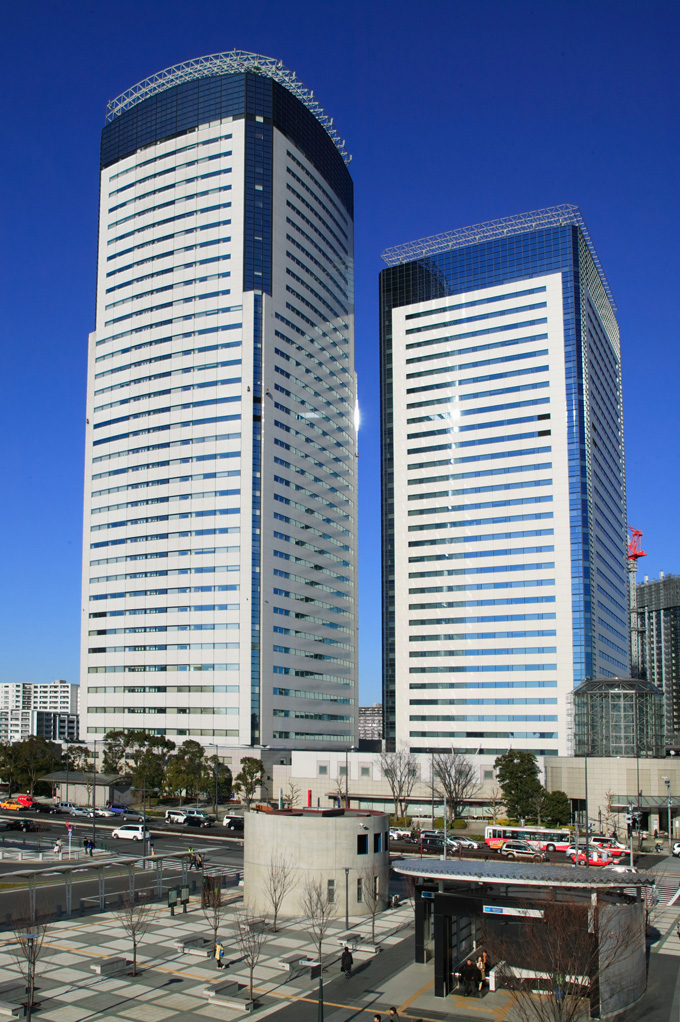
豊洲センタービル（左）とアネックス
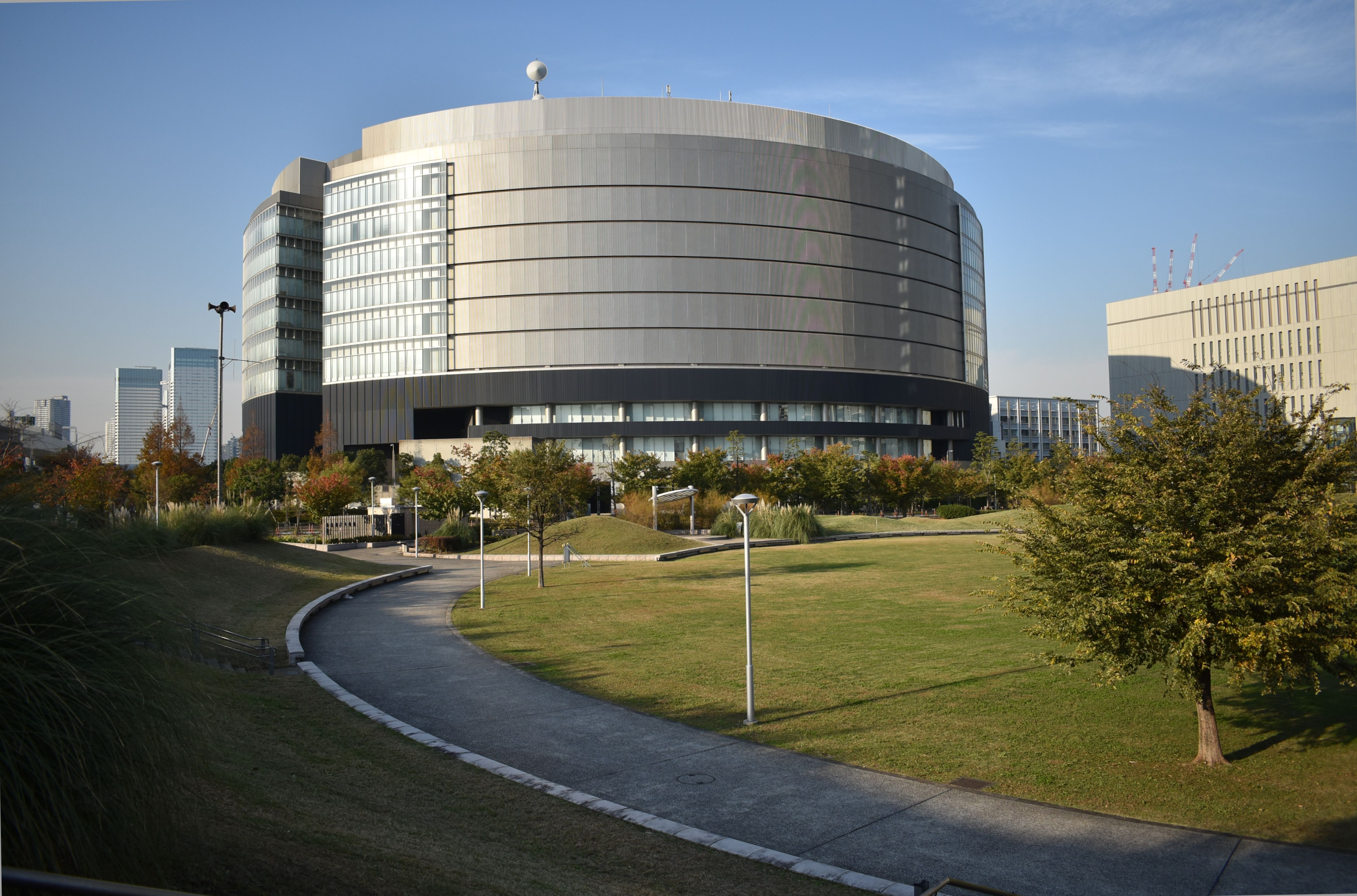
新豊洲変電所（2018年11月21日撮影）

### 大規模集合住宅
- パークシティ豊洲
- シティタワーズ豊洲
- SKYZ TOWER&GARDEN
- BAYZ TOWER&GARDEN
- パークアクシス豊洲キャナル
- ブランズタワー豊洲
- パークホームズ豊洲ザ・レジデンス
- 豊洲シエルタワー
- オーベルグランディオベイフロント

### 商業施設
- アーバンドック ららぽーと豊洲
  - キッザニア東京
  - ユナイテッド・シネマ豊洲
  - ドゥ・スポーツプラザなど
- セブン-イレブン豊洲店 - 日本のセブン-イレブン第1号店であり、初の日本型コンビニ店舗とされる。
- スーパービバホーム豊洲店（ホームセンターとヤマダデンキ、文化堂、くまざわ書店、マツモトキヨシなど）
- シエルコート（豊洲シエルタワー内）
- 豊洲PIT（新豊洲）
- 東京都中央卸売市場豊洲市場
  - 豊洲 千客万来 / 東京豊洲 万葉倶楽部

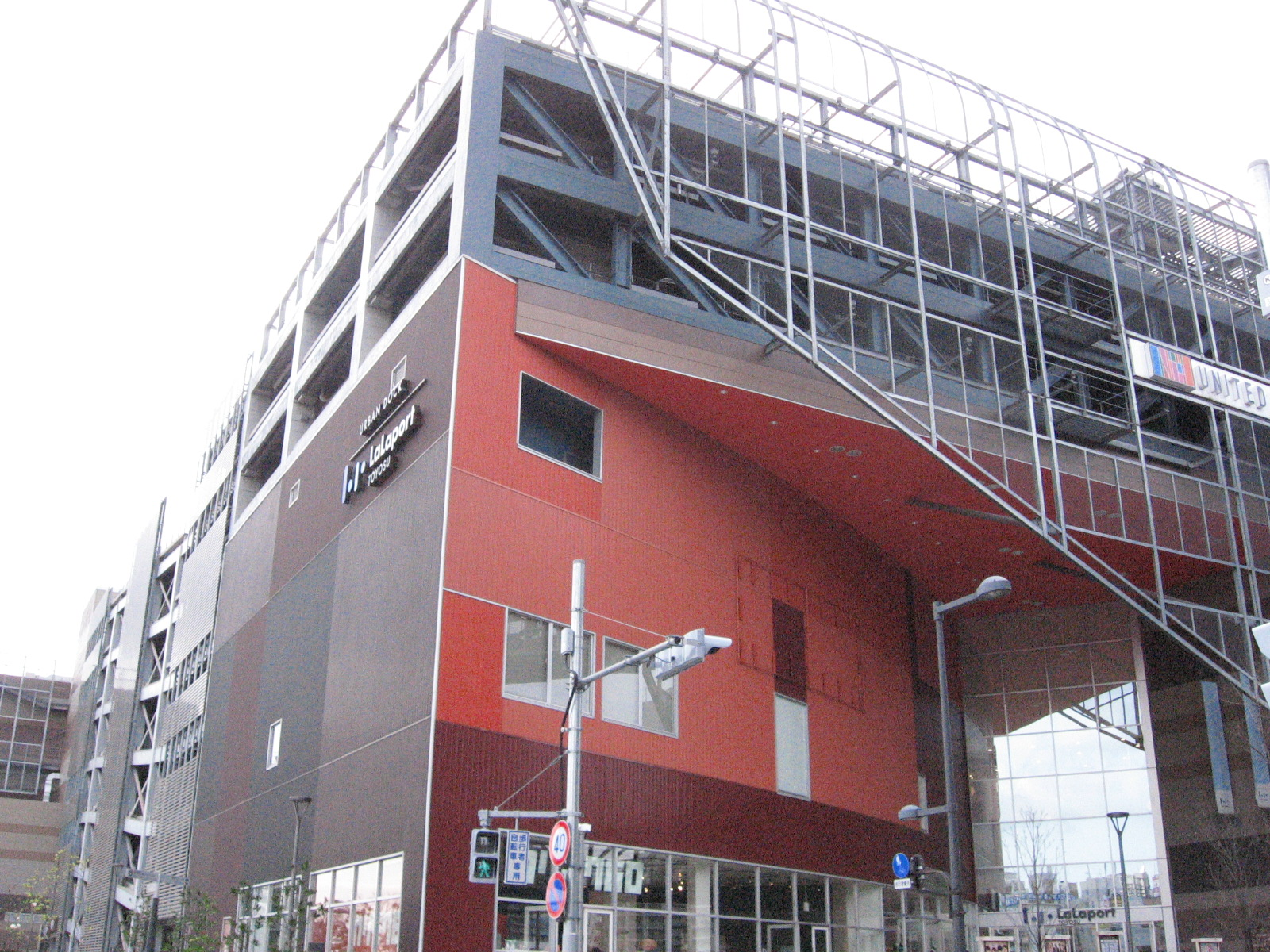
ららぽーと本館
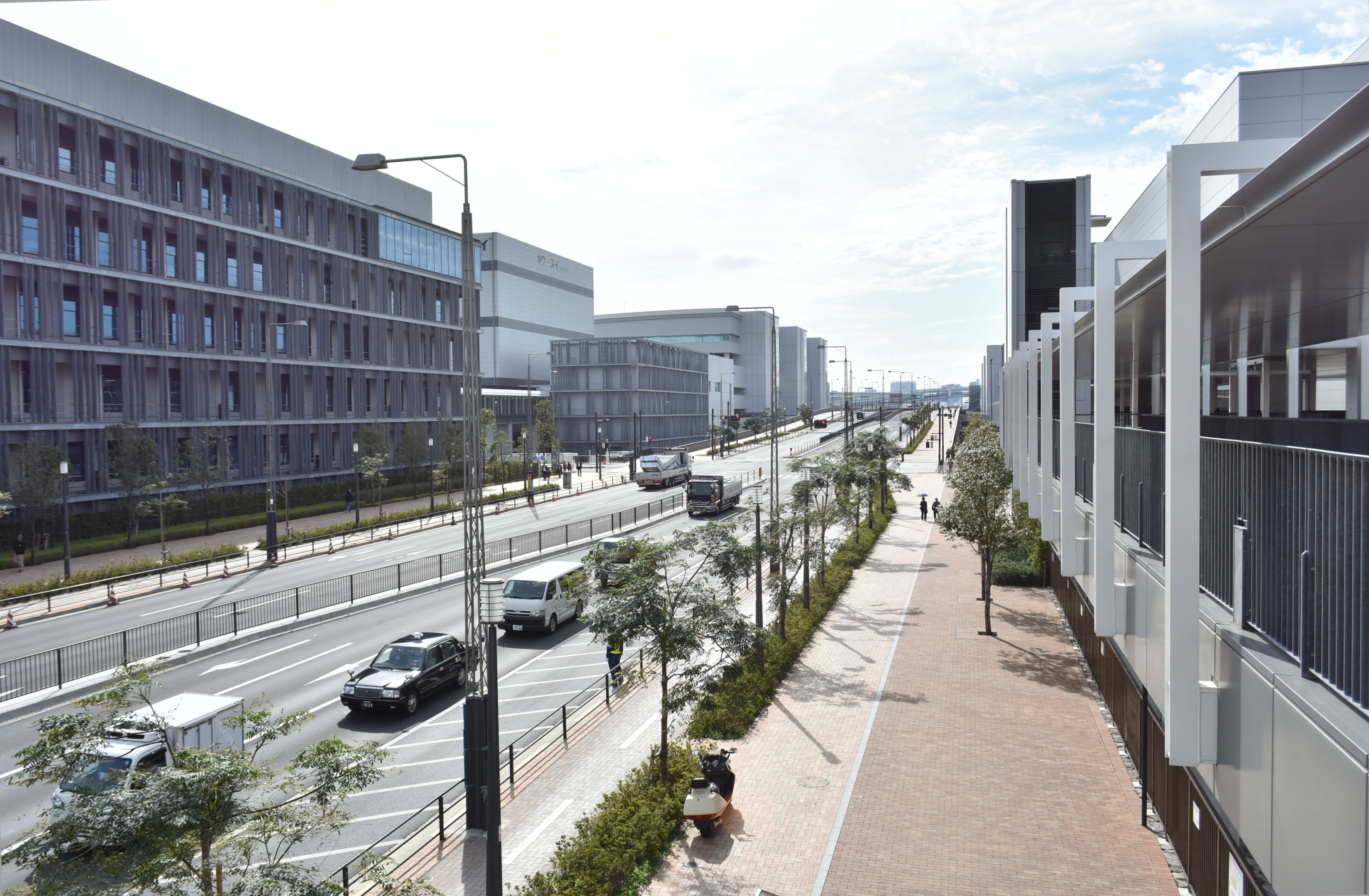
豊洲市場（2018年10月24日撮影）
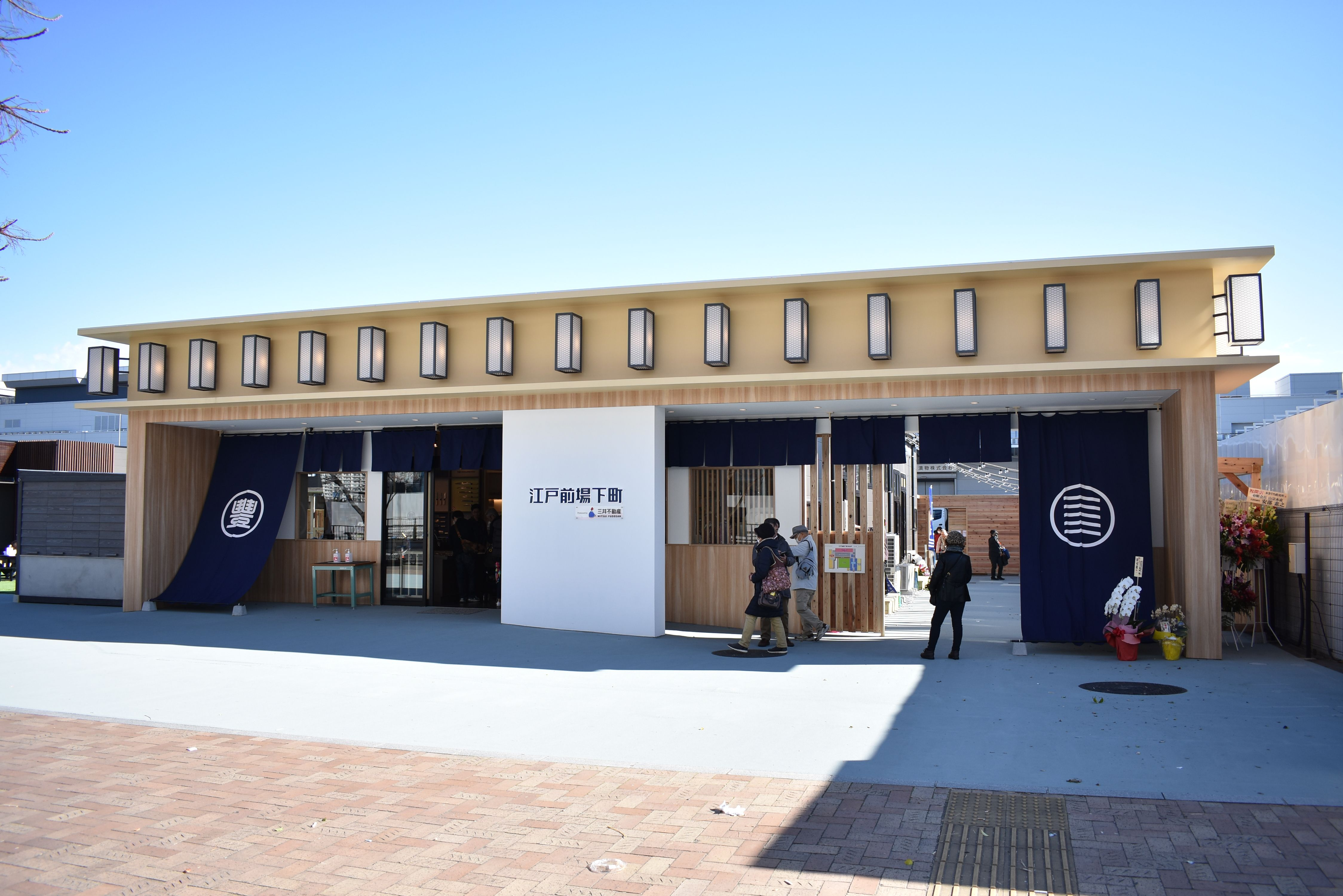
江戸前場下町（2020年1月31日撮影）

### ホテル
- 三井ガーデンホテル豊洲プレミア（豊洲ベイサイドクロスタワー内）
- ホテルJALシティ東京 豊洲
- ラビスタ東京ベイ（ミチノテラス豊洲内）

### その他
- ガスの科学館 がすてなーに - 東京ガス豊洲工場跡地の一部に建設された科学館
- 昭和医科大学江東豊洲病院・昭和医科大学豊洲クリニック予防医学センター
- 豊洲公園
- 春海橋公園
- 豊洲ぐるり公園 - ドラマや映画等のロケ地として頻繁に登場する。2018年開園。
- 新豊洲さくら広場
- IHIステージアラウンド東京 - TBSテレビが運営する劇場。2017年3月に開場した。
- CITABRIA FOOD LAB・CITABRIA BAYPARK Grill & Bar - 豊洲のベイサイドビューが楽しめる屋外型レストラン。
- ララシャンスガーデン東京ベイ - 豊洲ぐるり公園内にある結婚式場。
- 東京ガス豊洲スマートエネルギーセンター
- チームラボプラネッツ TOKYO DMM.com（新豊洲） ‐ チームラボの超巨大没入空間。2018年7月に開場した。
- ASICS Sports Complex TOKYO BAY ‐ アシックスによる会員制スポーツフィットネス。2019年に開業。
- MIFA Football Park ‐ 音楽とフットボールによるコミュニケーションの創造をコンセプトとした新しいフットボールパーク
- Wild Magic The Rainbow Farm - 都市型アウトドアパーク・BBQ施設

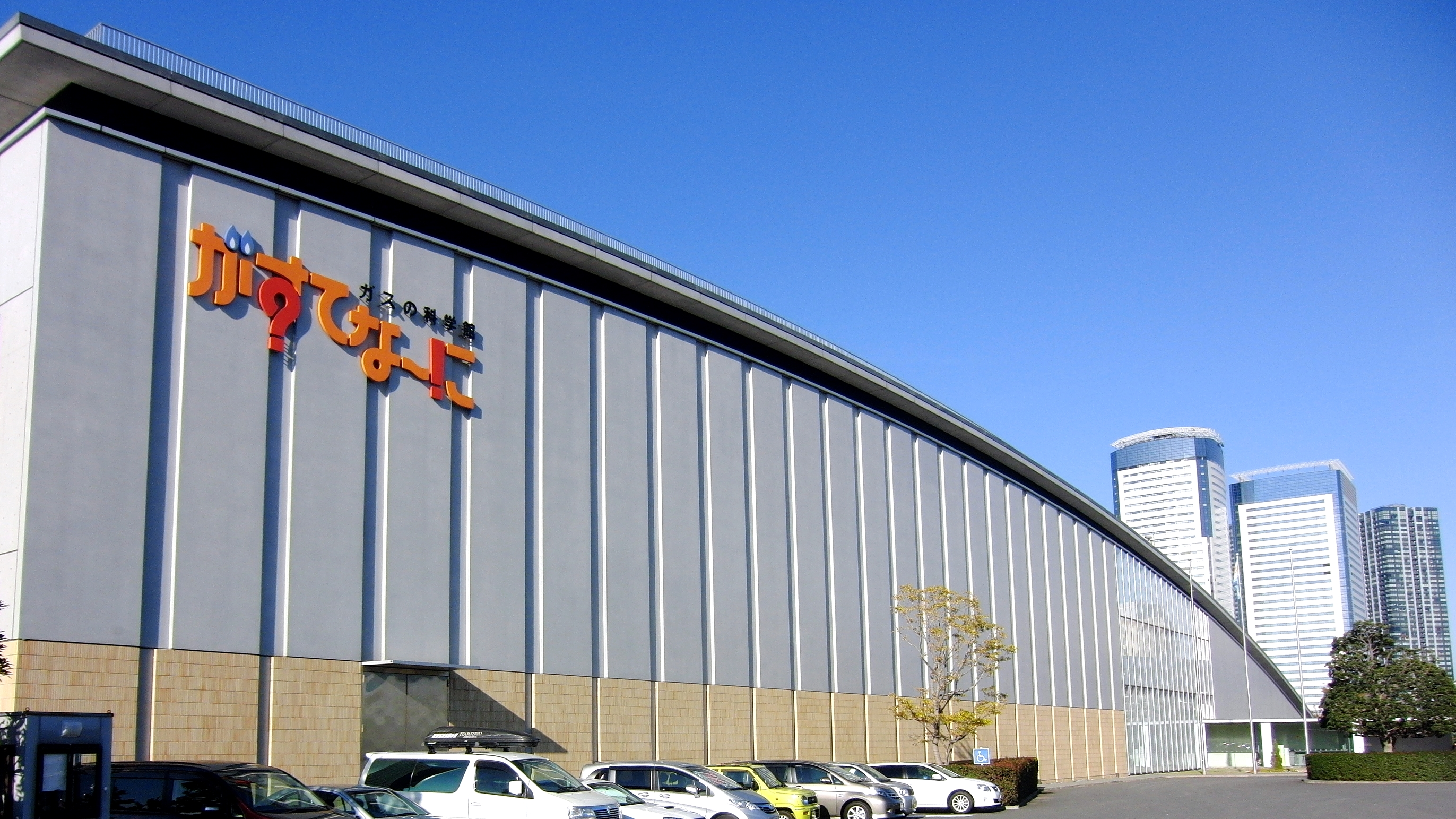
ガスの科学館 がすてなーに
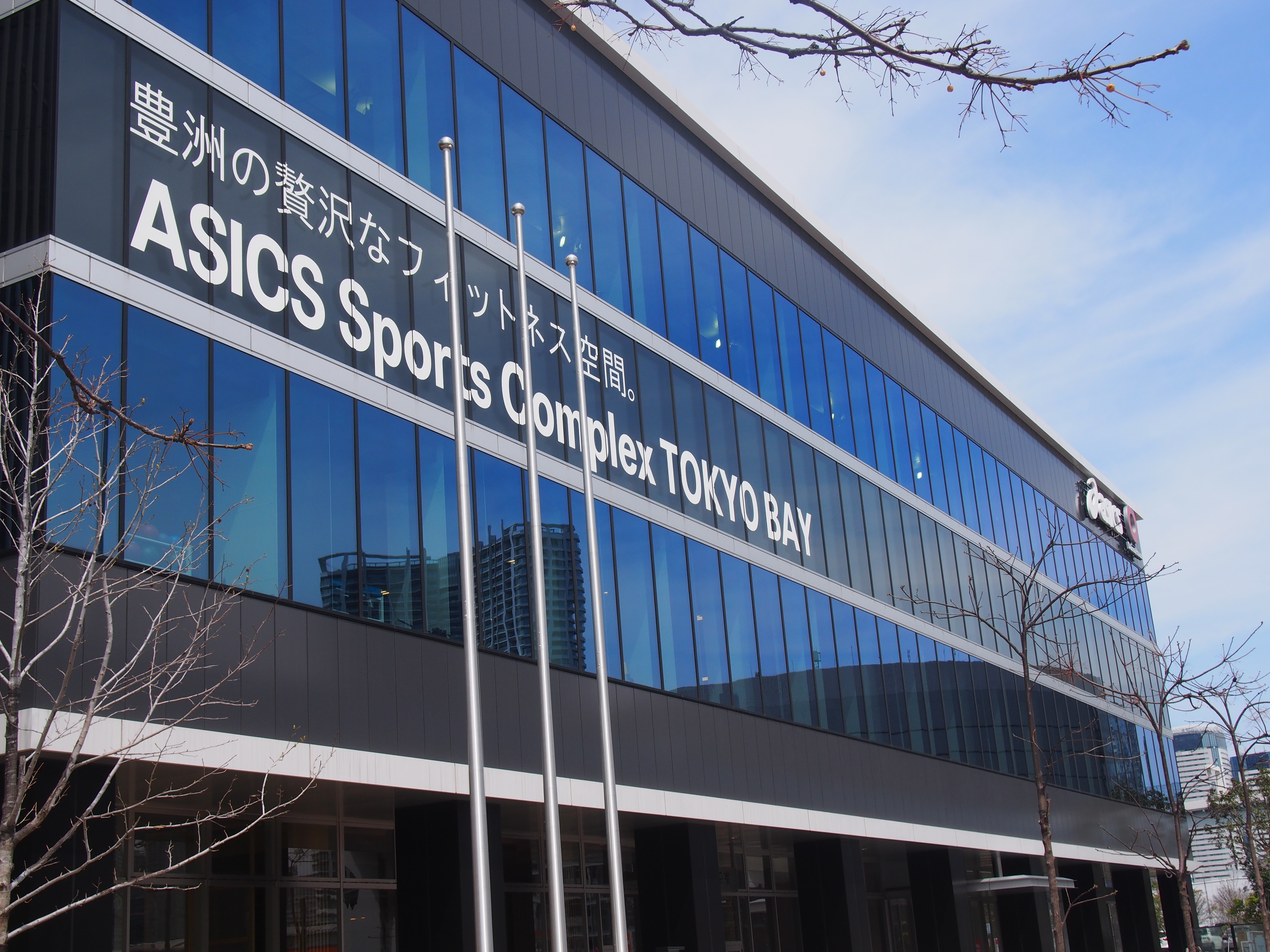
ASICS Sports Complex TOKYO BAY

## その他

### 日本郵便
- 集配担当する郵便局と郵便番号は以下の通りである[28]。

| 町丁・ビル名                       | 郵便番号           | 集配郵便局 |
| ---------------------------------- | ------------------ | ---------- |
| 豊洲                               | 135-0061           | 晴海郵便局 |
| 豊洲センタービル（地階・階層不明） | 135-6090           | 晴海郵便局 |
| 豊洲センタービル 1階〜37階         | 135-6001〜135-6037 | 晴海郵便局 |

※豊洲センタービルの郵便番号は6・7ケタ目に地上階毎の郵便番号が割り振られている（例：1階は「01」、10階は「10」）。